# T Octantis
T Octantis är en pulserande variabel av Mira Ceti-typ (M) i stjärnbilden Oktanten. 
Stjärnan varierar mellan visuell magnitud +8,05 och 14,8 med en period av 219,7 dygn.